# Elymnias bioculatus
Elymnias bioculatus är en fjärilsart som beskrevs av William Chapman Hewitson 1851. Elymnias bioculatus ingår i släktet Elymnias och familjen praktfjärilar. Inga underarter finns listade i Catalogue of Life.